# Dolmen de Boumiers
Le dolmen de Boumiers, également connu sous les noms de dolmen de Bommiers et dolmen de la Pierre Fondue, est une structure mégalithique érigée au cours du Néolithique. Le dolmen est localisé dans la commune de Sainte-Maure-de-Touraine, département d'Indre-et-Loire, en région Centre-Val de Loire.
Découverte au cours de la première moitié du XIXe siècle, la structure mégalithique tourangelle a fait l'objet d'une inscription sur l'inventaire des monuments historiques en 1945.

## Contexte géographique et environnement archéologique
| - OpenStreetMap Géolocalisation du site du dolmen de Boumiers. |

Le dolmen est implanté sur un vaste plateau (la région du plateau de Sainte-Maure), succédant aux bassins de la Manse et de l'Échandon dans la partie méridionale de Sainte-Maure-de-Touraine, commune localisée dans le département d'Indre-et-Loire en région Centre-Val de Loire. Le relief sur lequel repose ce dolmen, est marqué d'une sensible inclinaison vers la vallée de la Vienne.
Au niveau local, le mégalithe trouve son emplacement à environ 3 km du centre-bourg de Sainte-Maure, dans l'ancien village de Boumiers, au lieu-dit de « la Pierre Fondue »,,. À proximité du dolmen, au sein du territoire communal, un habitat fondé au cours de la Préhistoire, l'éperon des « Deux Manses », distant d'environ 3 km du centre-bourg en axe nord-ouest, a délivré de nombreux artefacts, dont certains sont datés de la même période. Les pièces qui ont été mises en évidence sur ce site se présentent notamment sous forme de matériel d'outillage, tels qu'un biface de faciès acheuléen, des grattoirs, des perçoirs, un percuteur et une hache polie, et dans une moindre mesure, sous forme de matériel offensif, tel que des lames et une hache confectionnée en bronze. D'autres gisements préhistoriques ont été retrouvés à Sainte-Maure, au lieu-dit de la « Séguinière », des outils datés du Chelléen ; à celui des « Terres-Jaunes », du matériel attribué au Moustérien ; et à celui du Boumiers, des pièces datées du Néolithique.
Le mégalithisme néolithique en Touraine présente une répartition spatiale inégale. Le territoire tourangeau présente trois ensembles distincts : un premier groupe, le plus étendu et le plus disparate, localisé au nord-ouest du cours ligérien ; un second situé dans la partie nord du Lochois et empiétant sur la Champeigne tourangelle ; et enfin un troisième, le plus dense, qui s'organise autour de la vallée de la Vienne. Le dolmen de Boumiers s'inscrit au cœur de ce troisième ensemble.

## Historique

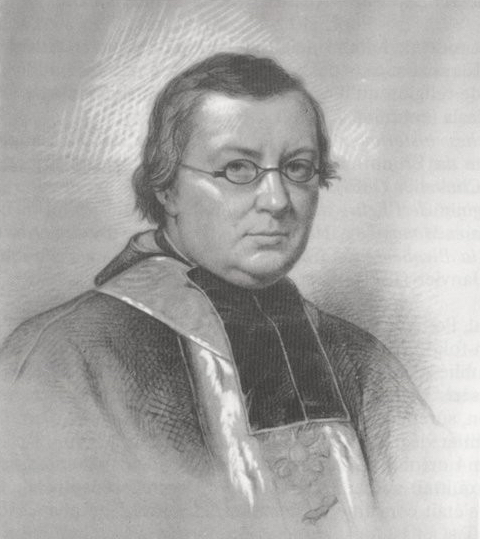
L'archéologue Jean-Jacques Bourassé.

L'édification de la structure mégalithique est attribuable au Néolithique. À cette époque, la construction est utilisée comme un site funéraire et plus particulièrement un lieu destiné à accueillir des défunts inhumés.
Le dolmen, découvert au cours de la première moitié du XIXe siècle, fait ensuite l'objet d'un signalement auprès de la Société archéologique de Touraine, puis d'une étude approfondie en 1842 par l'archéologue Jean-Jacques Bourassé. Bien qu'il ait été ultérieurement soumis à des dégradations, le mégalithe de Sainte-Maure présente, à l'époque de ses premières prospections archéologiques, un bon état de conservation.
Dans les années 1960, le préhistorien Gérard Cordier établit un inventaire des sites mégalithiques tourangeaux, complémentaire à celui réalisé par Louis Dubreuil, en 1923.
Le mégalithe saint-maurien fait l'objet d'une inscription au titre de monument historique par arrêté interministériel du 15 avril 1945.

## Description

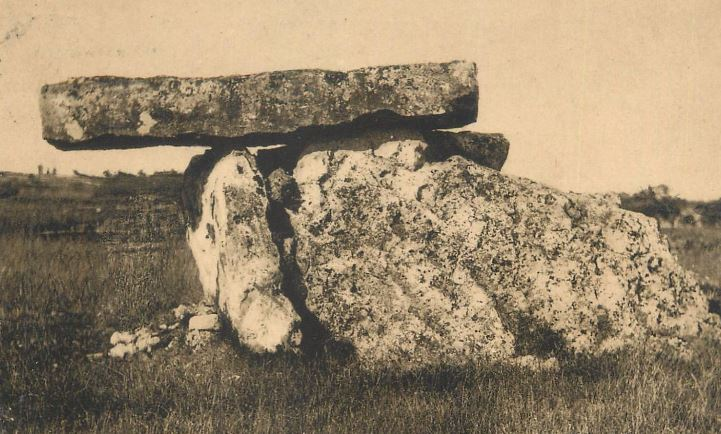
Vue générale du dolmen.

Le plan général du dolmen s'organise selon un axe d'orientation sud-est/nord-ouest. Cependant, E. Montrot note que l'entrée de la chambre dolménique fait face à l'orient.
La sépulture mégalithique est une construction réalisée à partir de 6 blocs de pierres présentant une forme entablée et dont les dimensions se révèlent variables,,. Selon Jean-Jaques Bourrassé, les blocs, extraits des sous-sols locaux, sont composés de roches à dominante calcaire et, dans une moindre mesure, meulière,,. Néanmoins, une seconde analyse, plus approfondie, a permis d'établir que la craie spathique et le grès sont les matériaux constituant les pierres du dolmen. L'ensemble de la structure préhistorique s'élève à une hauteur d'environ 1,70 m. Bien que les pierres composant le mégalithe se révèlent globalement non taillées, des traces observées sur leurs surfaces indiquent qu'elles ont été néanmoins soumises à des opérations d'arasement et d'équarrissage.
Le toit de l'édifice mégalithique, une pierre plate d'une épaisseur de 35 cm, affecte grossièrement l'aspect d'un triangle rectangle. Deux des côtés de cette table triangulaire, sa base et son hypoténuse, possèdent respectivement des longueurs estimées à 2,40 m et 3,10 m. En outre, une strie non linéaire, probablement exécutée par la main de l'homme, est visible à la surface de cette pierre de couverture. La rainure, creusée en forme de rigole, parcourt la table de son centre jusqu'à son extrémité septentrionale. La dalle de couverture, c'est-à-dire la table, s'étend à champ ouvert du reste de la construction.
La table du dolmen, ou dalle de couverture, repose sur 4 orthostates (ou piliers) érigés en position strictement verticale,. L'orthostate orienté vers le sud est pourvu d'une longueur de 3,20 m, celui de la face nord se développe sur 3,10 m et celui dirigé vers l'ouest, ou dalle de chevet, sur 2,90 m de long et 1,70 m de haut. À l'opposé de la dalle de chevet, au niveau de l'entrée de la chambre mégalithique, un bloc de pierre repose à même le sol. À l'origine, cet élément pourrait être, selon Jean-Jacques Bourassé, un fragment provenant de la dalle de couverture,.
Bien que l'usage du dolmen soit celui d'une sépulture à inhumation, les fouilles menées sur le site n'ont permis d'exhumer aucun reste humain ni mobilier funéraire, ces ossements et ce viatique ayant probablement fait l'objet d'un pillage à une époque reculée.

## Pour approfondir